# Seznam dílů seriálu So Random!
Toto je seznam dílů seriálu So Random!. Hudebně komediální seriál So Random! byl premiérově vysílán v USA od 5. června 2011 do 25. března 2012 na Disney Channel. Celkem bylo natočeno 26 dílů v jedné řadě. Seriál je složený ze skečů, které se poprvé objevily v seriálu Sonny ve velkém světě. Herci Tiffany Thornton, Sterling Knight, Brandon Mychal Smith, Doug Brochu a Allisyn Ashley Arm ze seriálu Sonny ve velkém světě se vrátili do svých postav.
V Česku se seriál nevysílal.

## Přehled řad
| Řada | Díly | Premiéra v USA | Premiéra v USA  |
| Řada | Díly | První díl      | Poslední díl    |
| ---- | ---- | -------------- | --------------- |
| 1    | 26   | 5. června 2011 | 25. března 2012 |

## Seznam dílů
| Č. v seriálu | Původní název                                 | Režie            | Scénář                                                    | Premiéra v USA     | Prod. kód |
| --- | --------------------------------------------- | ---------------- | --------------------------------------------------------- | ------------------ | --------- |
| 1 | Cody Simpson                                  | Jay Karas        | Michael Feldman a Steve Marmel                            | 5. června 2011     | 301       |
| Cody Simpson vystoupil s písní „All Day.“ Speciální hudební host: Cody Simpson Hostující herci: Grace Bannon, Damian Haas, Matthew Scott Montgomery, Shayne Topp Skeče: All Star Wheel of Fortune, Helmet Ninjas, Zombie Man, Rufus: Kid with Excuses, Tantrum Girl on Ponies |                                               |                  |                                                           |                    |           |
| 2 | Greyson Chance                                | Eric Dean Seaton | Michael Feldman a Steve Marmel                            | 12. června 2011    | 303       |
| Greyson Chance vystoupil s písní „Waiting Outside the Lines.“ Speciální hudební host: Greyson Chance Hostující herci: Grace Bannon, Damien Haas, Bridget Shergalis, Shayne Topp, Audrey Whitby, Matthew Scott Montgomery Skeče: Socks with Sandals, Learning Spanish with Reynaldo Rivera, Bedazzle Zit, The Sparrow Family, The I'm Going to Marry Zach Feldman Show |                                               |                  |                                                           |                    |           |
| 3 | Selena Gomez & the Scene                      | Bruce Leddy      | Scott King                                                | 19. června 2011    | 305       |
| Selena Gomez & the Scene vystoupili s písní „Who Says.“ Speciální hudební host: Selena Gomez & the Scene Hostující herci: Damien Haas, Bridget Shergalis, Shayne Topp Skeče: Schooled by Grammar, Teen Rage, Lil' Texters, Olaf Glutella: Fake Foreign Exchange Student, Garlic Garden, Sag Down Smackdown Poznámka: Selena Gomez si již vyhrála v Sonny ve velkém světě v epizodě „Souboj hvězd“ |                                               |                  |                                                           |                    |           |
| 4 | Mitchel Musso                                 | Bruce Leddy      | Dava Savel                                                | 26. června 2011    | 304       |
| Mitchel Musso vystoupil s písní „Get Away“ a zahrál si ve skeči. Speciální hudební host: Mitchel Musso Hostující herci: Grace Bannon, Damien Haas, Matthew Scott Montgomery, Bridget Shergalis, Shayne Topp Skeče: Strawberry Shortbread Saves The Earth, (Guac-A-Mole), Anime Brothers Do Stuff, Possibly Sarcastic Skip, Roadkill McGill's Roadside Diner, Carnival Games, The Real Princesses of New Jersey: The Fairy Godfather |                                               |                  |                                                           |                    |           |
| 5 | Tony Hawk                                     | Linda Mendoza    | Michael Feldman a Steve Marmel                            | 10. července 2011  | 302       |
| Tony Hawk dělal skeč, zatímco hlavní obsazení se snaží udělat pro něj něco extrémního. Na konec potom vyletí ze show. Speciální host: Tony Hawk Hostující herci: Grace Bannon, Damien Haas, Matthew Scott Montgomery, Bridget Shergalis, Shayne Topp, Drew Baker Skeče: Tantrum Girl on Recess, Braggy Benson, Lunch Lady Selects, Backstage from Lunch Lady Selects, School Announcements, Tantrum Girl on Smart Phones, Ooo, Yeah, Uhh… No Poznámka: Epizoda byla bez hudebního vystoupení.                                                                         |                                               |                  |                                                           |                    |           |
| 6 | Coco Jones                                    | Bruce Leddy      | Jessica Kaminsky                                          | 17. července 2011  | 306       |
| Coco Jones vystoupila s písní „Stand Up“ a zahrála si ve skeči. Speciální hudební host: Coco Jones Hostující herci: Grace Bannon, Damian Haas, Matthew Scott Montgomery, Audrey Whitby Skeče: Bracey Girrlz Rap, Sally Jensen: Kid Lawyer, Nolan: Part 1, Angus: Supermodel from Down Under, Nolan: Part 2, The Back Up Singers, Nolan: Part 3 |                                               |                  |                                                           |                    |           |
| 7 | Jacob Latimore                                | Bruce Leddy      | Josh Silverstein a Lanny Horn                             | 31. července 2011  | 308       |
| Donna Lewis vystoupila s písní „I Love You Always Forever.“ Speciální hudební host: Donna Lewis Hostující herci: Damian Haas, Coco Jones, Matthew Scott Montgomery, Bridget Shergalis, Shayne Topp Skeče: Ketchup on Everything, Rufus at the Movies, Puppy Playdate, Sally Jensen: Kid Lawyer, The Back Up Singers II, The Sparrow Family |                                               |                  |                                                           |                    |           |
| 8 | Mindless Behavior                             | Bruce Leddy      | Adam Schwartz a Josh Herman                               | 7. srpna 2011      | 307       |
| Mindless Behavior vystoupili s písní „My Girl.“ Obsazení So Random! se snaží najít Rufuse. Speciální hudební host: Mindless Behavior Hostující herci: Damian Haas, Matthew Scott Montgomery, Shayne Topp, Audrey Whitby, Drew Baker Skeče: Awkward Years Cocoon, The Coolest Kid in School: Part 1, Mr. McNamara, The Coolest Kid in School: Part 2, The Platowski Brothers, Crazy Carson's Lost N Found, The Coolest Kid in School: Part 3 Poznámka: Crazy Carson skeče byly použity v dalších dvou epizodách.                                                       |                                               |                  |                                                           |                    |           |
| 9 | Colbie Caillat                                | Eric Dean Seaton | Maiya Williams                                            | 14. srpna 2011     | 309       |
| Colbie Caillat vystoupil s písní „Brighter Than the Sun.“ Speciální hudební host: Colbie Caillat Hostující herci: Damian Haas, Matthew Scott Montgomery, Audrey Whitby, Shayne Topp, Bridget Shergalis Skeče: The iPatch, Angus Comes to Dinner, Cheereleader Tryouts: Part 1 , The Coolest Kid in School: Part 4, Cheereleader Tryouts: Part 2, The Coolest Kid in School: Part 5, Cheereleader Tryouts: Part 3, The Coolest Kid in School: Part 6 Poznámka: Ke dni 23. prosince 2011 byla epizoda stažena a přehodnocena vzhledem k problémům s přijímáním potravy. |                                               |                  |                                                           |                    |           |
| 10 | Far East Movement                             | Eric Dean Seaton | Eric Truehart a Sib Ventress                              | 21. srpna 2011     | 310       |
| Far East Movement vystoupili s písní „Rocketeer“ s hvězdným hostem Miguel Speciální hudební host: Far East Movement s Miguelem Hostující herci: Damien Haas, Matthew Scott Montgomery, Shayne Topp, Bridget Shergalis Skeče: Harry Potter in the Real World, P-Brain's No Pain Bad News Auto Tuner, Teen Rage: Making a Music Video, Moon Landing Bloopers, Zombie Man 2 |                                               |                  |                                                           |                    |           |
| 11 | Kicking Daisies                               | Eric Dean Seaton | Eric Truehart a Sib Ventress                              | 28. srpna 2011     | 311       |
| Kicking Daisies vystoupili s písní „Keeping Secrets.“ Speciální hudební host: Kicking Daisies Hostující herci: Damien Haas, Matthew Scott Montgomery, Shayne Topp, Bridget Shergalis, Audrey Whitby, Grace Bannon Skeče: Crazy Carson's Lost 'n' Found, Simple Country Boy: Part 1, Project Airport Runway: Part 1, Flash Mob: China Shop, Project Airport Runway: Part 2, Simple Country Boy: Part 2, Project Airport Runway Part 3, Your Daughter's Closet |                                               |                  |                                                           |                    |           |
| 12 | Dave Days                                     | Eric Dean Seaton | Scott King                                                | 11. září 2011      | 313       |
| Dave Days vystoupil s písní „What Does It Take.“ Speciální hudební host: Dave Days Hostující herci: Matthew Scott Montgomery, Shayne Topp, Damien Haas, and Audrey Whitby Skeče: All Magical Student Wheel of Fortune, Teachers Don't Try to Be Cool, Chilly Slab Ice Creamery, Ice Heels, Vampire Kittens |                                               |                  |                                                           |                    |           |
| 13 | Chelsea Kane/Hot Chelle Rae                   | Eric Dean Seaton | Dava Savel                                                | 18. září 2011      | 317       |
| Hot Chelle Rae vystoupili s písní „Tonight Tonight.“ Speciální host: Chelsea Kane Speciální hudební host: Hot Chelle Rae Hostující herci: Matthew Scott Montgomery, Damien Haas, Shayne Topp, Bridget Shergalis, Audrey Whitby Skeče: VoldeMart, Nolan Knows Best: Part 1, Dance Fever, Nolan Knows Best: Part 2, Sunglass Sass-Off, Nolan Knows Best: Part 3 |                                               |                  |                                                           |                    |           |
| 14 | Miss Piggy                                    | Eric Dean Seaton | Michael Feldman a Steve Marmel                            | 2. října 2011      | 316       |
| Miss Piggy si zahrála v několika skečích. Speciální host: Miss Piggy (Eric Jacobson) Hostující herci: Matthew Scott Montgomery, Damien Haas, Shayne Topp Skeče: Pitching to Piggy Part 1, Pitching to Piggy Part 2, Odor Meaters, Sweets vs. Grain, Pitching to Piggy Part 3, Pitching for Miss Piggy Part 4, The Real Princesses of New Jersey Poznámky: Další epizoda bez hudebního vystoupení. První a zároveň poslední epizoda, kde se příběh odehrává i v zákulisí show.                                                                                         |                                               |                  |                                                           |                    |           |
| 15 | Iyaz                                          | Eric Dean Seaton | Michael Feldman a Steve Marmel                            | 9. října 2011      | 321       |
| Iyaz vystoupil s písní „Pretty Girls“ společně s Mannem Speciální hudební host: Iyaz s Mannem Hostující herci: Matthew Scott Montgomery, Damien Haas, Shayne Topp, Audrey Whitby, Bridget Shergalis Skeče: Candy Pants, Halloween Do's and Dont's: Part 1, Sally Jensen: Kid Lawyer, Halloween Do's and Dont's: Part 2, Fly Guy (Superhero), Halloween Do's and Dont's: Part 3, Rufus: Halloween Poznámka: Toto je speciální halloweenská epizoda. |                                               |                  |                                                           |                    |           |
| 16 | Bridgit Mendler, Adam Hicks and Hayley Kiyoko | Michael Feldman  | Jessica Kaminsky                                          | 6. listopadu 2011  | 318       |
| Bridgit Mendler, Adam Hicks a Hayley Kiyoko vystoupili s písní „Determinate.“ Speciální hudební host: Bridgit Mendler, Adam Hicks a Hayley Kiyoko Hostující herci: Matthew Scott Montgomery, Shayne Topp, Damien Haas, Chris Brochu, Bridget Shergalis and Audrey Whitby Skeče: Talking To Girls with Chester McFowler, Class President Ads, Manny McPhee, Harry Potter In the Real World II |                                               |                  |                                                           |                    |           |
| 17 | Leigh-Allyn Baker and Mia Talerico            | Carl Lauten      | Jessica Kaminsky                                          | 27. listopadu 2011 | 324       |
| Pia Toscano vystoupil s písní „This Time.“ Speciální hosté: Leigh-Allyn Baker a Mia Talerico ze seriálu Hodně štěstí, Charlie Speciální hudební host: Pia Toscano Hostující herci: Matthew Scott Montgomery, Shayne Topp, Damien Haas, Bridget Shergalis and Audrey Whitby Skeče: Rufus at the Restaurant, Why? With Mia, Cheerleader Tryouts, Awkward Moments |                                               |                  |                                                           |                    |           |
| 18 | Justin Bieber                                 | Bruce Leddy      | Michael Feldman a Steve Marmel                            | 4. prosince 2011   | 325       |
| Justin Bieber vystoupil s písní „Mistletoe.“ Speciální hudební host: Justin Bieber Hostující herci: Matthew Scott Montgomery, Shayne Topp, Damien Haas, Bridget Shergalis, Audrey Whitby Skeče: MC Grammar Claus, The Platowski Brothers, The Coolest Kid In School, Volde- Mart, Raised By Beavers |                                               |                  |                                                           |                    |           |
| 19 | Christina Grimmie                             | Eric Dean Seaton | Gina Roncoli                                              | 11. prosince 2011  | 315       |
| Christina Grimmie vystoupila s písní „Beautiful.“ Speciální hudební host: Christina Grimmie Hostující herci: Matthew Scott Montgomery, Shayne Topp, Damien Haas, Bridget Shergalis, Audrey Whitby Skeče: The Anime Brothers, Teachers Don't Be Cool II, Sally Jenson Kid Lawyer |                                               |                  |                                                           |                    |           |
| 20 | Andy Grammer                                  | Eric Dean Seaton | David Witt                                                | 8. ledna 2012      | 322       |
| Andy Grammer vystoupila s písní „Keep Your Head Up.“ Speciální hudební host: Andy Grammer Hostující herci: Matthew Scott Montgomery, Coco Jones, Damien Haas, Shayne Topp, Audrey Whitby Skeče: The Anime Brothers, Sally Jenson Kid Lawyer, Sargent Slumber's Sleepover Boot Camp |                                               |                  |                                                           |                    |           |
| 21 | Cole & Dylan Sprouse                          | Bruce Leddy      | Adam Schwartz a Josh Herman                               | 16. ledna 2012     | 319       |
| Cole a Dylan Sprouse si zahráli v několika skečích. Speciální hosté: Cole a Dylan Sprouse a Debby Ryan Skeče: Sally Jenson: Kid Lawyer: Cartoons, Innapropriate Places for a Flash Mob: Court, Staring Contest, The Anime Brothers vs. The Transformer Brothers, The Lost Episode of The Suite Life on Deck, Teachers Don't Be Cool III Poznámka: Další epizoda bez hudebního vystoupení. |                                               |                  |                                                           |                    |           |
| 22 | The Ready Set                                 | Eric Dean Seaton | Michael Feldman a Steve Marmel                            | 29. ledna 2012     | 312       |
| The Ready Set vystoupili s písní „Young Forever.“ Speciální hudební host: The Ready Set Skeče: Possibly Sarcastic Skip, Raised By Beavers II, So Random's Inappropriate Places for a Flash Mob, Madeline Online |                                               |                  |                                                           |                    |           |
| 23 | China Anne McClain                            | Michael Feldman  | Adam Schwartz, Josh Herman, Josh Silverstein a Lanny Horn | 12. února 2012     | 326       |
| China Anne McClain vystoupila s písní „Unstoppable.“ Speciální hudební host: China Anne McClain Skeče: So Logical, Teacher's Don't Try To Be Cool IV, Cheerleader Tryouts: Benson Green, Angus: Shin-ezizer, Cheerleader Tryouts: Nancy Green, Crazy Carson's Lost 'n' Found |                                               |                  |                                                           |                    |           |
| 24 | The New Boyz                                  | Eric Dean Seaton | Anthony Watt                                              | 26. února 2012     | 314       |
| The New Boyz vystoupili s písní „Meet My Mom.“ Speciální hudební host: The New Boyz Skeče: Dancing With the Internet Stars, I'm Going to Marry Zach Feldman Show II, Captain Obvious I, Lady Gaga: Born to Play, Captain Obvious II, Are You Smarter Than a Fifth Grader?: Tech Edition, Captain Obvious III |                                               |                  |                                                           |                    |           |
| 25 | Shane Harper                                  | Bruce Leddy      | Josh Silverstein a Lanny Horn                             | 4. března 2012     | 320       |
| Shane Harper vystoupil s písní „One Step Closer.“ Speciální hudební host: Shane Harper Skeče: Danceformers, Go Fish The Movie, Do The Angus!, Big Hand Guy, So Random! Story Book Remix: The Giving Tree |                                               |                  |                                                           |                    |           |
| 26 | Destinee & Paris                              | Ron Moseley      | Rachel Spratt                                             | 25. března 2012    | 323       |
| Destinee & Paris vystoupily s písní „True Love.“ Speciální hudební host: Destinee & Paris Skeče: JamTron, I'm Going To Marry Zach Feldman Show III, The Back Up Singers III, Serious Bandz Poznámka: Toto je poslední epizoda seriálu. |                                               |                  |                                                           |                    |           |